# Cacciatori di preti cattolici
Cacciatore di preti cattolici (Priest hunter) era colui che su incarico delle autorità inglesi e dietro compenso individuava e/o catturava un prete cattolico in Irlanda tra il XVII ed il XVIII secolo durante il periodo di vigenza delle Leggi penali irlandesi. Con la legge penale del 1709 ai preti cattolici fu imposta la registrazione presso le autorità, il Giuramento di Abiura (Oath of Abjuration) ed il riconoscimento della regina Anna quale regina d'Inghilterra e d'Irlanda. I preti che non accettavano venivano arrestati e giustiziati. Ai vescovi invece non era consentita la permanenza sul territorio d'Irlanda. Questo provvedimento assieme a quelli di espulsione fu un tentativo di provocare l'estinzione del clero cattolico in Irlanda nell'arco di una generazione. 
I  cacciatori di preti cattolici erano effettivamente dei cacciatori di taglie, chi per convenienza, chi invece costrettovi dalle autorità in quanto arrestato per qualche crimine. La ricompensa per la cattura variava fra le 50 – 100 sterline per un vescovo a 10-20 sterline per un prete clandestino (non registrato). Si trattava in ogni caso di un'attività rischiosa, poiché alcuni preti si difendevano fino ad uccidere il loro persecutore. I cacciatori riconosciuti come tali venivano espulsi dalla comunità e se un benestante segnalava alle autorità la presenza di un prete non registrato, si ritrovava spesso casa e fattoria bruciate per rappresaglia. Le Leggi penali irlandesi resero clandestina l'attività di gran parte dei preti che furono costretti a celebrare in segreto ed in luoghi isolati la Messa. La celebrazione notturna presso le cosiddette pietre da Messa divenne frequente ed il prete spesso celebrava con il volto velato, cosicché se un partecipante veniva successivamente interrogato in proposito dalle autorità, poteva sinceramente affermare di non sapere chi aveva celebrato il rito religioso.
La distribuzione dei cacciatori di preti cattolici era sporadica e molte autorità di polizia locali promuovevano (o costringevano alla) la ricerca sia dei preti che delle Pietre da Messa.
Forse il più noto Cacciatore di preti cattolici fu Sean na Sagart, della contea di Mayo, un ladro di cavalli alcolizzato che verso il 1715 intraprese questa attività in cambio della grazia dal capestro. Egli venne infine ucciso da un prete che aveva cercato di catturare ed il suo cadavere fu successivamente dissepolto e gettato in un lago.

## Fonti
in inglese:
- Eamon de Burca, South Mayo Family Research Centre Journal, 1987
- Thomas D'Arcy McGee, The priest hunter : a tale of the Irish penal laws, 1844.
- Denis Power, Archaeological inventory of County Cork, Volume 3: Mid Cork, 9467, ColorBooks, 1997. ISBN 0-7076-4933-1